# كاميرون موناغان
كاميرون ريلي موناغان (بالإنجليزية: Cameron Monaghan)‏ (مواليد 16 أغسطس 1993) هو ممثل وعارض أزياء أمريكي. بدأ مسيرته المهنية كعارض أزياء للأطفال في سن الثالثة، ثم ممثلا في سن السابعة، لكن طريق الشهرة ستعبد له بعد أدائه دوره إيان غالاغر في المسلسل الكوميدي - الدرامي شيملس و كذا درر جيروم فاليسكا في مسلسل الجريمة غوثام.